# Ramón Víctor Casas Viera
Ramón Víctor Casas Viera (Florida, Provincia de Camagüey, Cuba, 15 de abril de 1954 − 6 de noviembre de 2014) fue un escultor y dibujante cubano.

## El Artista
Desde 1968 a 1973 cursó estudios en la Escuela Provincial de Arte de Camagüey. A partir de ese año y hasta 1976 lo hizo en la Escuela Nacional de Arte (ENA) de La Habana, y desde 1977 a 1982 en el Instituto Superior de Arte (ISA), en La Habana, Cuba.

## Exposiciones Personales
Entre sus exposiciones personales se encuentran:
- En 1985 "Pinturas y esculturas". Centro Provincial de Artes Plásticas y Diseño, La Habana.
- En 1995 "Esculturas. Ramón Casas Viera. Dos en Uno". Espacio Estudio, La Habana.
- En 1995 "GAFAS", Viena, Austria.
- En 2000 "Propuesta infinita". Centro Provincial de Artes Plásticas y Diseño, La Habana, Cuba.

## Exposiciones Colectivas
Entre sus exposiciones colectivas se encuentran:
- En 1975 " XIII Aniversario de la Escuela Nacional de Arte". La Habana, Cuba.
- En 1995 "1.er Salón de Arte Cubano Contemporáneo". Museo Nacional de Bellas Artes, La Habana.
- En 1996 ''Skulpturen und Grafische Werke aus Kuba". Museum Leuengasse, Zúrich, Suiza.
- En 2000 "Tono a tono". Exposición de Arte Abstracto. Salón de la Solidaridad, Hotel Habana Libre Tryp, La Habana, Cuba.

## Premios
En 1985 obtuvo Mención en el Salón de la Ciudad’85, Centro Provincial de Artes Plásticas y Diseño, La Habana, Cuba.